# Simulium rosemaryae
Simulium rosemaryae är en tvåvingeart som beskrevs av Takaoka och Roberts 1988. Simulium rosemaryae ingår i släktet Simulium och familjen knott. Inga underarter finns listade i Catalogue of Life.